# Bengt Åberg

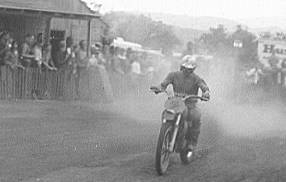
Åberg in 1969

Bengt Åberg (Gävleborgs län, 26 juni 1944 – 6 maart 2021) was een Zweeds motorcrosser.

## Carrière
Åberg was een van de toppiloten uit het Wereldkampioenschap motorcross eind jaren 60 en begin jaren 70. Hij werd Wereldkampioen in de 500cc-klasse in 1969 en 1970, rijdend voor Husqvarna. Hij won drie keer de Motorcross der Naties met de Zweedse ploeg, in 1970, 1971 en 1974. In 1975 en 1976 reed hij met Bultaco in de 500cc-klasse. Hij was ook betrokken bij de productie van nieuwe motoren, onder andere bij Yamaha.
In 1995 won hij nog het Zweedse Kampioenschap ijsspeedway.

## Palmares
- 1969: Wereldkampioen 500cc
- 1970: Wereldkampioen 500cc
- 1970: Winnaar Motorcross der Naties
- 1971: Winnaar Motorcross der Naties
- 1974: Winnaar Motorcross der Naties

1. ↑  http://uppsalamck.se/veteranerna/nyheter/nyheter-2021/1158-vi-har-sorg-3
2. ↑  https://www.helahalsingland.se/logga-in/bengt-aberg-ar-dod-vannen-minns-en-crosslegendar-han-vann-pa-sin-talang-och-teknik